# Collegio uninominale Marche - 03 (Camera dei deputati 2017)
Il collegio elettorale uninominale Marche - 03 è stato un collegio elettorale uninominale della Repubblica Italiana per l'elezione della Camera tra il 2017 ed il 2022.

## Territorio
Come previsto dalla legge elettorale italiana del 2017, il collegio era stato definito tramite decreto legislativo all'interno della circoscrizione Marche.
Era formato dal territorio di 50 comuni: Apiro, Appignano, Belforte del Chienti, Bolognola, Caldarola, Camerino, Camporotondo di Fiastrone, Castelfidardo, Castelraimondo, Castelsantangelo sul Nera, Cessapalombo, Cingoli, Colmurano, Corridonia, Esanatoglia, Fiastra, Filottrano, Fiuminata, Gagliole, Gualdo, Loro Piceno, Macerata, Matelica, Mogliano, Monte Cavallo, Monte San Martino, Montecassiano, Montefano, Muccia, Osimo, Penna San Giovanni, Petriolo, Pieve Torina, Pioraco, Poggio San Vicino, Pollenza, Ripe San Ginesio, San Ginesio, San Severino Marche, Sant'Angelo in Pontano, Sarnano, Sefro, Serrapetrona, Serravalle di Chienti, Tolentino, Treia, Urbisaglia, Ussita, Valfornace e Visso.
Il collegio era quindi compreso tra la provincia di Macerata e la provincia di Ancona.
Il collegio era parte del collegio plurinominale Marche - 01.

## Eletti
| Elezione | Elezione | Deputato         | Partito |
| -------- | -------- | ---------------- | ------- |
|          | 2018     | Tullio Patassini | Lega    |

## Dati elettorali

### XVIII legislatura
Come previsto dalla legge elettorale, 232 deputati erano eletti con sistema a maggioranza relativa in altrettanti collegi uninominali a turno unico.
| Candidati              | Candidati                  | Voti    | %     | Liste                                | Voti    | %     |
| ---------------------- | -------------------------- | ------- | ----- | ------------------------------------ | ------- | ----- |
|                        | Tullio Patassini ✔️ Eletto | 56 778  | 37,65 | Lega                                 | 31 629  | 20,97 |
| Forza Italia           | Tullio Patassini ✔️ Eletto | 56 778  | 37,65 | 15 287                               | 10,14   |       |
| Fratelli d'Italia      | Tullio Patassini ✔️ Eletto | 56 778  | 37,65 | 8 209                                | 5,44    |       |
| Noi con l'Italia - UDC | Tullio Patassini ✔️ Eletto | 56 778  | 37,65 | 1 653                                | 1,10    |       |
|                        | Daniela Tisi               | 48 355  | 32,06 | Movimento 5 Stelle                   | 48 355  | 32,06 |
|                        | Flavio Corradini           | 35 001  | 23,21 | Partito Democratico                  | 31 082  | 20,61 |
| +Europa                | Flavio Corradini           | 35 001  | 23,21 | 2 500                                | 1,66    |       |
| Civica Popolare        | Flavio Corradini           | 35 001  | 23,21 | 766                                  | 0,51    |       |
| Italia Europa Insieme  | Flavio Corradini           | 35 001  | 23,21 | 653                                  | 0,43    |       |
|                        | Argentina Severini         | 3 798   | 2,52  | Liberi e Uguali                      | 3 798   | 2,52  |
|                        | Valentina Bonci            | 1 866   | 1,24  | CasaPound                            | 1 866   | 1,24  |
|                        | Maurizio Nardozza          | 1 644   | 1,09  | Il Popolo della Famiglia             | 1 644   | 1,09  |
|                        | Stefano Casulli            | 1 435   | 0,95  | Potere al Popolo!                    | 1 435   | 0,95  |
|                        | Mauro Riccioni             | 1 382   | 0,92  | Partito Comunista                    | 1 382   | 0,92  |
|                        | Sara Gambini               | 406     | 0,27  | Partito Valore Umano                 | 406     | 0,27  |
|                        | Fabio Maggiore             | 142     | 0,09  | Lista del Popolo per la Costituzione | 142     | 0,09  |
| Totale                 | Totale                     | 150 807 | 100   |                                      | 150 807 | 100   |
|                        |                            |         |       |                                      |         |       |
| Voti non validi        | Voti non validi            | 4 601   | 2,96  |                                      |         |       |
| Votanti                | Votanti                    | 155 408 | 77,52 |                                      |         |       |
| Elettori               | Elettori                   | 200 481 |       |                                      |         |       |